# Enrico Ermelli Cupelli
Enrico Ermelli Cupelli (Fermo, 13 febbraio 1931 – Fermo, 14 marzo 2013) è stato un politico italiano.

## Biografia
Nato a Fermo nel 1931 studiò presso l'Istituto Tecnico Tecnologico Girolamo e Margherita Montani avvicinandosi al movimento Giustizia e Libertà per poi iscriversi al Partito Repubblicano Italiano.
Terminati gli studi iniziò a lavorare come insegnante, avanzando i primi passi nella vita politica di Fermo, venendo più volte nominato assessore alle finanze, al bilancio e allo sviluppo economico, fino all'elezione a sindaco nel 1967, carica che mantiene fino al 1972.
Nel 1979 è stato nominato presidente dell'Ente di sviluppo agricolo marchigiano, nelle stesso anno viene eletto deputato per la VIII legislatura. Viene confermato a Montecitorio pure alle elezioni del 1983 e del 1987, ricoprendo anche la carica - tra il 1987 e il 1989 - di sottosegretario al commercio sotto il ministro Renato Ruggiero. Termina il proprio mandato parlamentare nel 1992. Muore il 14 marzo del 2013 all'età di 82 anni.